# Лорд Томас Віндгем
Томас Віндгем (27 грудня 1681 — 24 листопада 1745) — І барон Віндгем, депутат парламенту Ірландії, юрист, спікер Палати лордів та лорд-канцлер Ірландії з 1726 по 1739 рік.

## Життєпис

### Походження і ранні роки

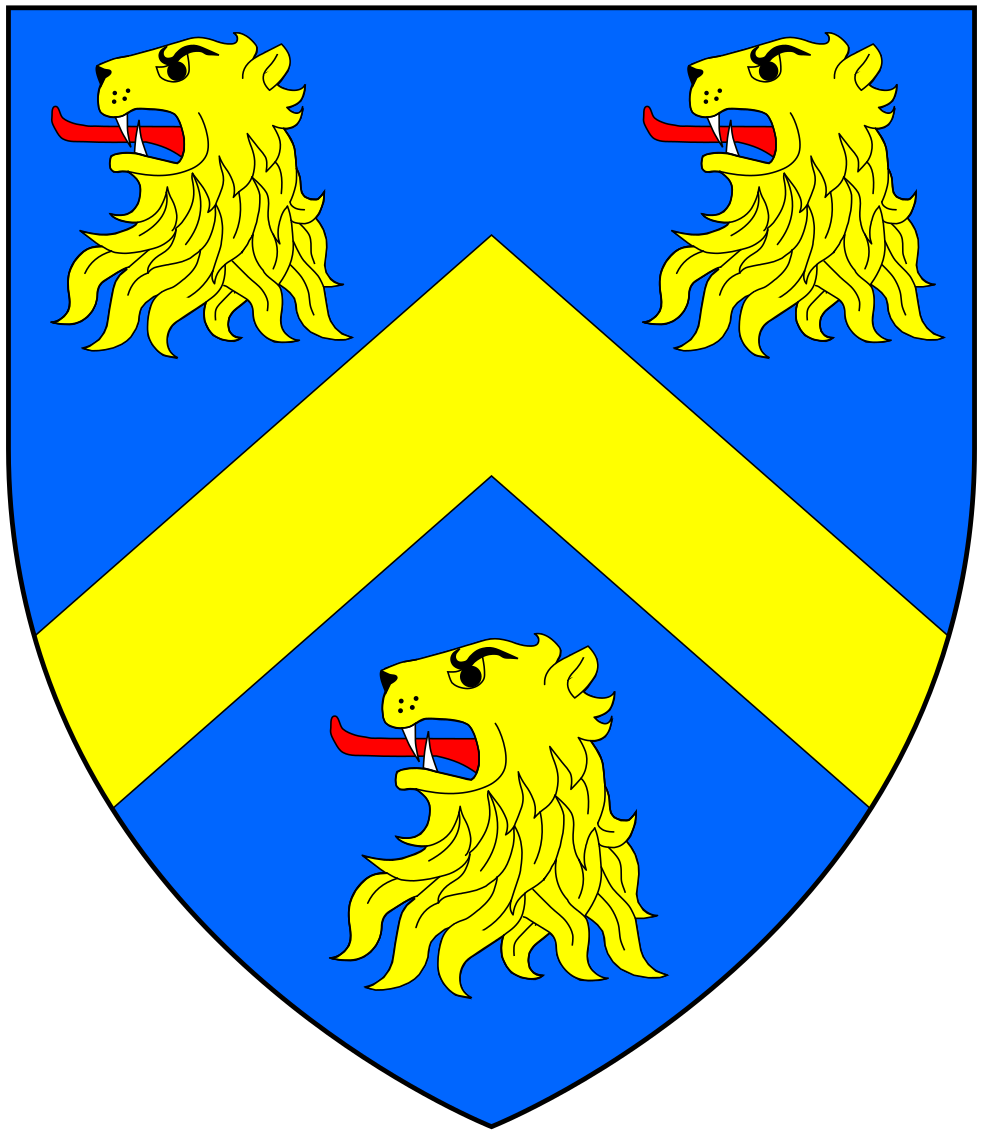
Герб Віндгемів.

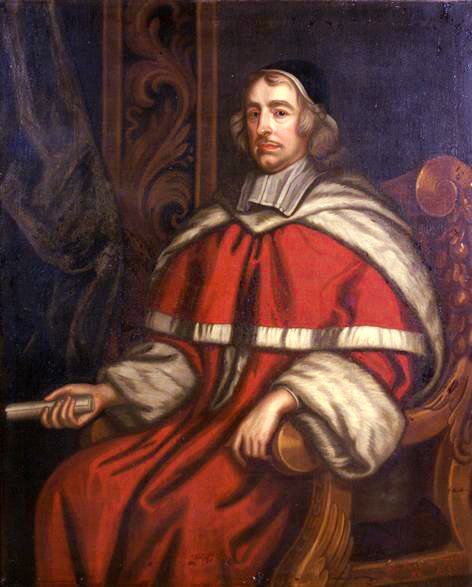
Суддя сер Водгем Віндгем (1609—1668) — дід Томаса Відгема.

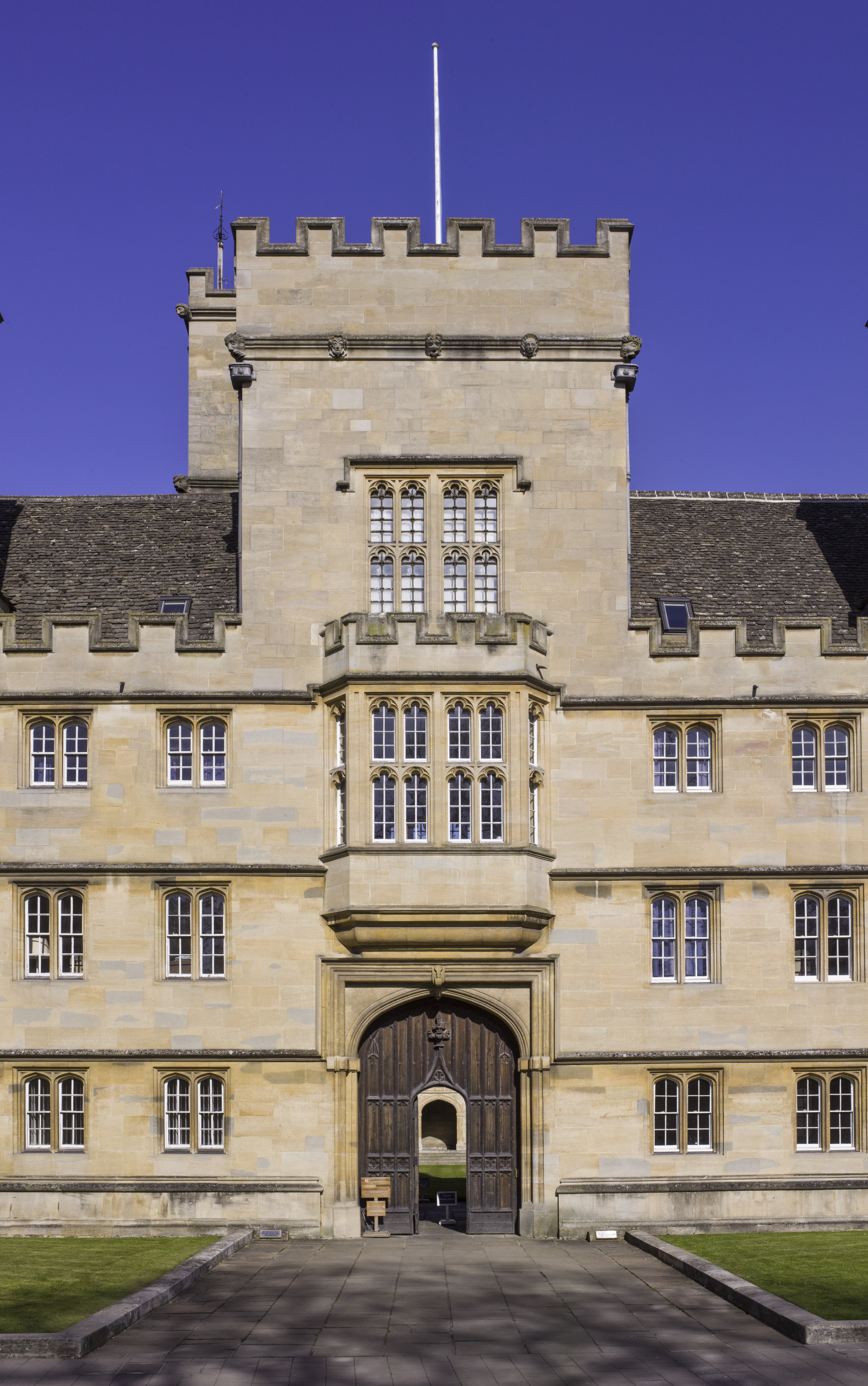
Водгем-коледж, Оксорд.

Томас Віндгем народився в графстві Вілтшир, Англія. Він був сином полковника Джона Віндгема та його дружини Еліс Фоунс. Його дід — сер Водгем Віндгем був видатним суддею часів реставрації монархії. Томас Відгем здобув освіту в Соборній школі Солсбері та в коледжі Водгем в Оксфорді. Почав працювати адвокатом в юридичній школі «Лінкольнс Інн».

### Кар'єра
Томас Віндгем служив головним суддею Ірландської спільної судової палати з 1724 по 1726 рік. Був приведений до присяги в якості радника Таємної Ради Ірландії в 1724 році. У 1726 році він був обраний лордом-канцлером Ірландії і займав цю посаду до 1739 року. У 1731 році він отримав титул пера Ірландії як барон Віндгем з Фінгласса, що в графстві Дублін.
Томас Віндгем головував як Верховний лорд-стюард Ірландії на суді над лордом Сантрі за вбивство Лафліна Мерфі в 1739 році. Вердикт — винний. Томас Віндгем мав честь бути єдиним ірландським суддею, що засудив ірландського аристократа до смерті за вбивство (хоча Сантрі зрештою був помилуваний). Його проведення судового процесу, як і слід було очікувати від судді з його репутацією чесності, було зразковим, хоча доводи обвинувачення були настільки переконливими, що результат не міг викликати серйозних сумнівів.
Незабаром після цього йому було дозволено піти у відставку за станом здоров'я. За його власними словами, напруга судового процесу у справі Сантрі сильно вплинула на нього. Йому було всього 58 років, і, незважаючи на його слабке здоров'я, його вихід на пенсію став несподіванкою для його колег.

### Особисте життя
Томас Віндгем ніколи не одружувався. Він помер у Вілтширі 24 листопада 1745 року у віці 63 років і був похований у Солсберійському соборі. Титул барона Віндгем зник разом з ним. Він був нагороджений орденом Свободи міста Дублін та отримав почесний науковий ступінь Трініті-коледжу Дубліна. У 1729 році він заклав перший камінь для нової будівлі парламенту Ірландії.

### Характер
Елрінгтон Болл тепло хвалить його як «великого джентльмена» та одного з найвидатніших людей видатної родини. Як державний діяч він був розсудливим і поступливим. Як суддя відзначався оперативністю, порядністю та неупередженістю. Про його відданість обов'язку, яка, можливо, спричинила крах його здоров'я, свідчить його готовність розглядати невідкладні справи вдома, навіть під час законної відпустки.